# 親衛隊中佐

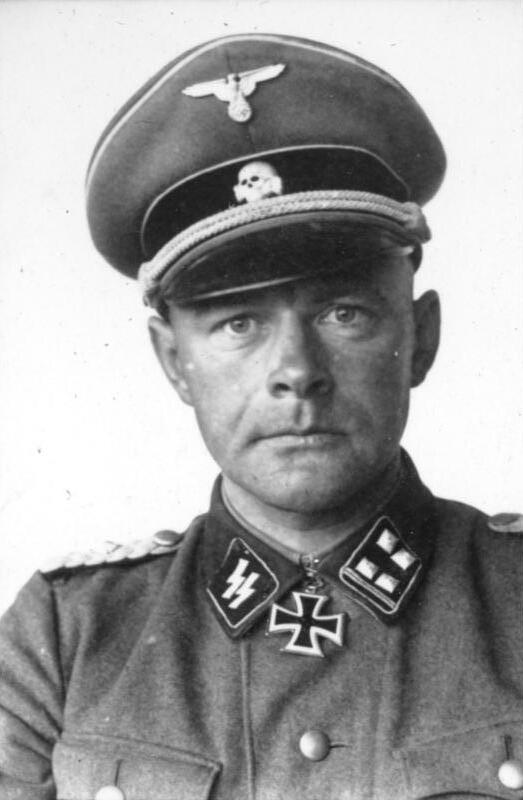
ヴェルナー・オステンドルフ親衛隊中佐(1941年当時)

親衛隊中佐（しんえいたいちゅうさ）は国家社会主義ドイツ労働者党（ナチス党）の親衛隊（SS）の階級「SS-Obersturmbannführer」の訳語の一つである。
「Obersturmbannführer」（オーバーシュトルムバンフューラー、直訳すると上級突撃大隊長）は親衛隊（SS）に限らず、突撃隊（SA）、国家社会主義航空軍団（NSFK）といったナチス党組織に存在した階級である。ドイツ国防軍の中佐（Oberstleutnant）に相当する階級であるため、「（SS,SA,NSFK）中佐」と訳されることが多い。
米英では訳さず原文を用いるが、敢えて訳す場合には陸軍の階級呼称を利用して SS （もしくはSA,NSFK）SS Colonel と訳される。またドイツでも最近の研究書では陸軍の階級呼称を併記している。
一方国家社会主義自動車軍団（NSKK）においては、Obersturmbannführerが存在せず、代わりにOberstaffelführer（オーバーシュタッフェルフューラー）という階級を用いている。

## 親衛隊（SS）
親衛隊中佐（SS-Obersturmbannführer）は一般親衛隊と武装親衛隊に存在した階級である。親衛隊少佐（SS-Sturmbannführer）の上位、親衛隊大佐（SS-Standartenführer）の下位に位置する。
警察業務にあたる親衛隊中佐は警察中佐（Oberstleutnant der Polizei）の階級も併せて所持していることが多い。

### 階級章

襟章

襟章

襟章

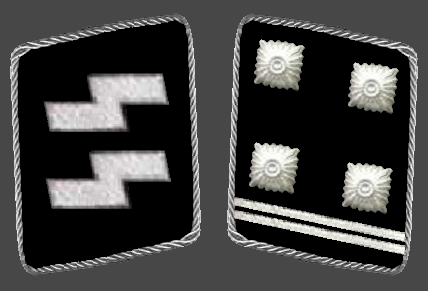
襟章
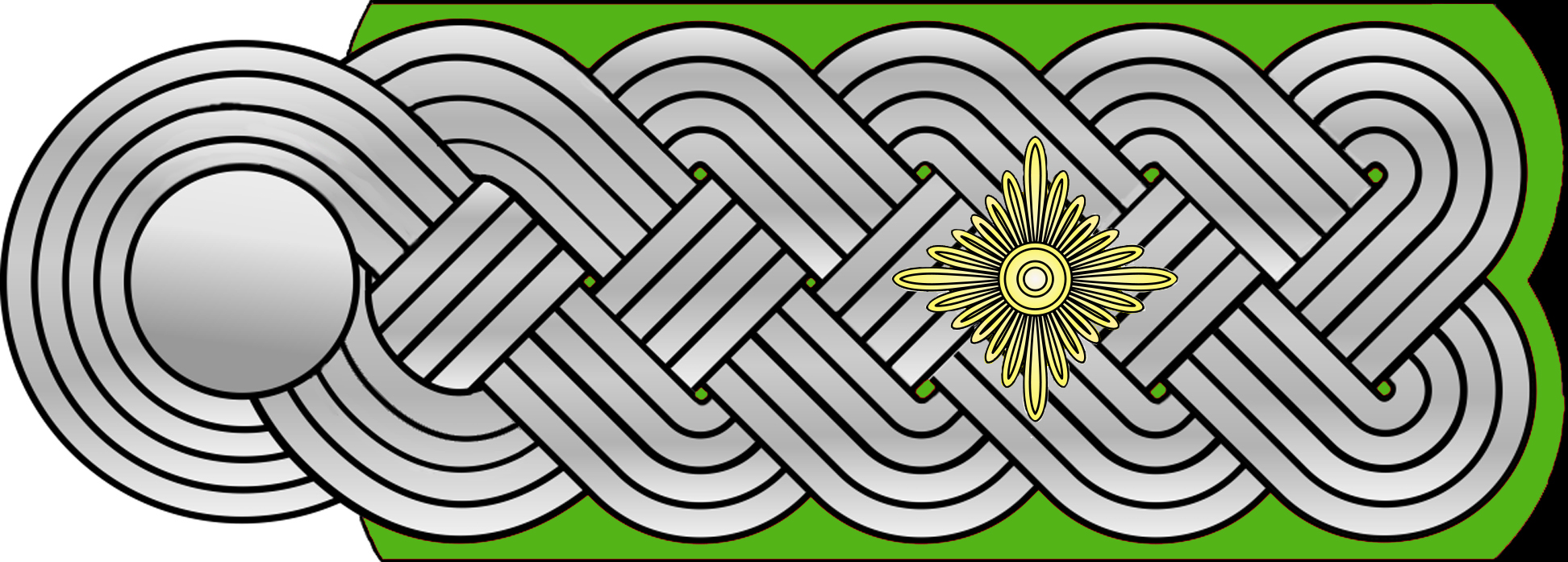
肩章
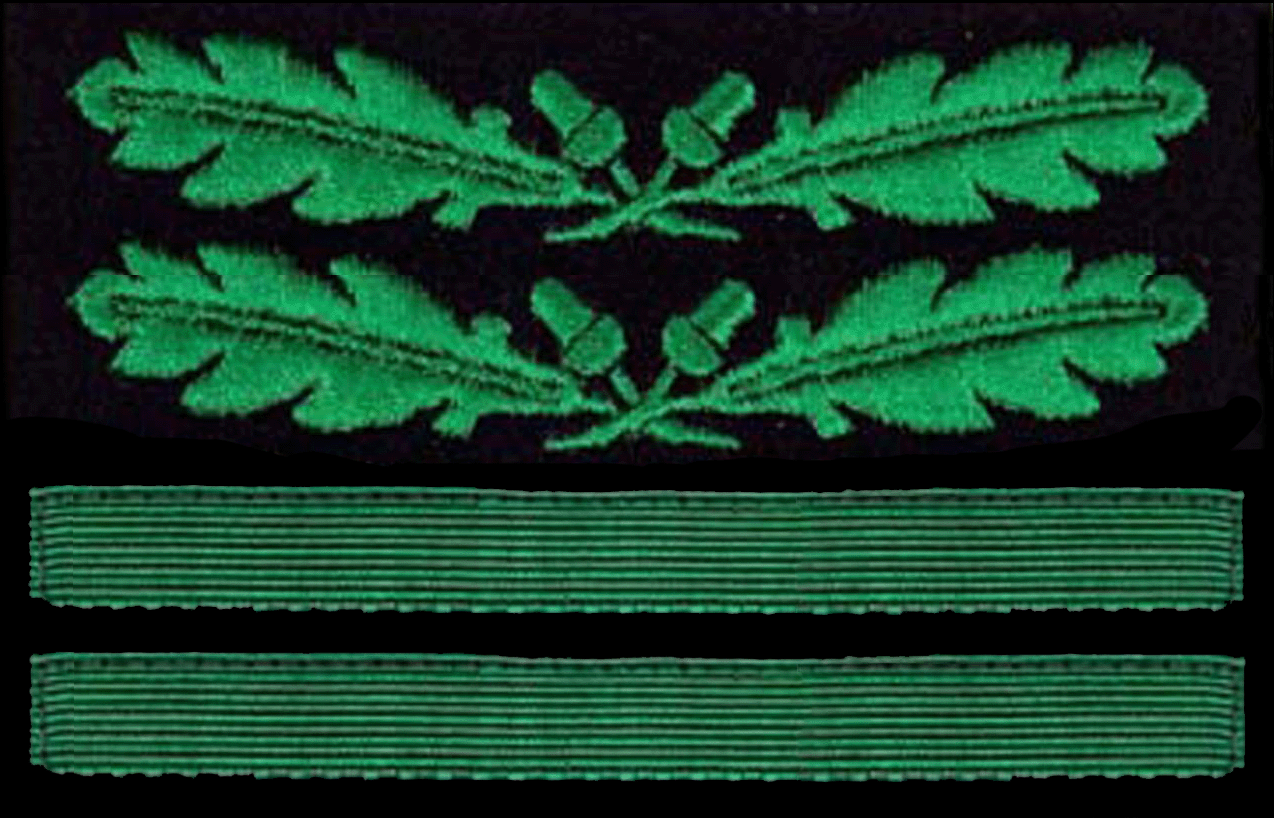
迷彩服の階級章

### 主なSS中佐
- アドルフ・アイヒマン　（国家保安本部4局（ゲシュタポ）ユダヤ人課課長）
- フリードリヒ・エンゲル（イタリア・ジェノヴァの保安警察兼SD司令官）
- ヘルベルト・カプラー（イタリア・ローマのゲシュタポ長官）
- パウル・シュミット （外務省報道局長。戦後はパウル・カレルのペンネームで戦記作家として活動）
- マックス・ケーゲル（フロッセンビュルク強制収容所長）
- エドゥアルト・シュトラウヒ（アインザッツグルッペン指揮官）
- オットー・スコルツェニー　（幽閉されたムッソリーニの救出に随行して以来、多数の特殊作戦に携わった）
- ベルンハルト・フランク（Bernhard Frank）（1945年4月にヘルマン・ゲーリングを逮捕した人物として知られる）
- エルンスト・ビーバーシュタイン（アインザッツグルッペン指揮官）
- ルドルフ・フェルディナント・ヘス　（アウシュヴィッツ強制収容所長）
- ペーター・ヘーグル （RSD刑事部長）
- ハインツ・リンゲ（ヒトラーの従卒）

### 架空のSS中佐
- フラウ・エンゲル (Frau Engel) …  コンピューターゲーム「Wolfenstein: The New Order」に親衛隊中佐階級の強制収容所看守として登場。彼女の収容所における残虐行為は、実在の女性看守であるイルゼ・コッホをモデルにしている[1]。

## 突撃隊（SA）
突撃隊中佐（SA-Obersturmbannführer）は突撃隊（SA）に存在した階級である。突撃隊少佐（SA-Sturmbannführer）の上位、突撃隊大佐（SA-Standartenführer）の下位に位置する階級である。

### 階級章
- 襟章

## 国家社会主義自動車軍団（NSKK）
国家社会主義自動車軍団中佐（NSKK-Oberstaffelführer）は国家社会主義自動車軍団（NSKK）に存在した階級である。国家社会主義自動車軍団少佐（NSKK-Staffelführer）の上位、国家社会主義自動車軍団大佐（NSKK-Standartenführer）の下位に位置する階級である。

### 階級章
- 襟章

## 国家社会主義航空軍団（NSFK）
国家社会主義航空軍団中佐（NSFK-Obersturmbannführer）は国家社会主義航空軍団（NSFK）に存在した階級である。国家社会主義航空軍団少佐（NSFK-Sturmbannführer）の上位、国家社会主義航空軍団大佐（NSFK-Standartenführer）の下位に位置する階級である。

### 階級章
- 襟章